# Zagreb Open 2025
Il Zagreb Open 2025 è stato un torneo maschile di tennis professionistico. È stata la 20ª edizione del torneo, facente parte della categoria Challenger 75 nell'ambito dell'ATP Challenger Tour 2025, con un montepremi di 91000 €. Si è giocato dal 12 al 17 maggio 2025 sui campi in terra rossa del Maksimir tennis centre di Zagabria, in Croazia.

## Partecipanti

### Teste di serie
| Nazionalità | Giocatore        | Ranking* | Testa di serie |
| ----------- | ---------------- | -------- | -------------- |
| Francia     | Adrian Mannarino | 126      | 1              |
| Svizzera    | Jérôme Kym       | 127      | 2              |
| Rep. Ceca   | Dalibor Svrčina  | 128      | 3              |
| Francia     | Harold Mayot     | 144      | 4              |
| Francia     | Kyrian Jacquet   | 150      | 5              |
| Kazakistan  | Dmitrij Popko    | 163      | 6              |
| Croazia     | Duje Ajduković   | 175      | 7              |
| Austria     | Filip Misolic    | 180      | 8              |

* Ranking al 5 maggio 2025.

### Altri partecipanti
I seguenti giocatori hanno ricevuto una wild card per il tabellone principale:
- Matej Dodig
- Luka Mikrut
- Dino Prižmić

Il seguente giocatore è entrato in tabellone con il ranking protetto:
- Kimmer Coppejans

I seguenti giocatori sono entrati in tabellone come alternate:
- Gonzalo Bueno
- Max Houkes
- Mili Poljičak

I seguenti giocatori sono passati dalle qualificazioni:
- Neil Oberleitner
- Dimitar Kuzmanov
- Mirza Bašić
- Norbert Gombos
- Nerman Fatić
- Miloš Karol

Il seguente giocatore è entrato in tabellone come lucky loser:
- Luka Pavlovic

## Punti e montepremi
| Torneo    | Torneo              | V     | F     | SF    | QF    | 2T    | 1T  | Q | Q2  | Q1  |
| Singolare | Punti               | 75    | 44    | 22    | 12    | 6     | 0   | 4 | 2   | 0   |
| Singolare | Premi in denaro (€) | 9 880 | 5 820 | 3 450 | 2 000 | 1 165 | 720 | – | 360 | 185 |
| Doppio    | Punti               | 75    | 44    | 22    | 12    | –     | 0   | – | –   | –   |
| Doppio    | Premi in denaro (€) | 4 250 | 2 450 | 1 480 | 880   | –     | 500 | – | –   | –   |

## Campioni

### Singolare
Dino Prižmić ha sconfitto in finale  Luca Van Assche con il punteggio di 6–2, 0–0 rit.

### Doppio
Matej Dodig /  Nino Serdarušić hanno sconfitto in finale  Luka Mikrut /  Mili Poljičak con il punteggio di 6–4, 6–4.